# Broodje Bakpao
Broodje Bakpao is een rap uit 2009 van de rappers Big2 (The Opposites), Gers en Sef. Het is gebaseerd op de komedieserie New Kids en maakt gebruik van de titelsong van seizoen 3. De term Broodje Bakpao wordt in de serie toegepast in het taalgebruik van de personages om bapao aan te duiden. Gevolg hiervan is dat de term onder jongeren populair is geworden.
De single bereikte in haar vierde week de eerste plaats in de Single Top 100.

## Hitnotering
| "Broodje Bakpao" in de Nederlandse Top 40 - binnen: 19-12-2009       | "Broodje Bakpao" in de Nederlandse Top 40 - binnen: 19-12-2009 | "Broodje Bakpao" in de Nederlandse Top 40 - binnen: 19-12-2009 | "Broodje Bakpao" in de Nederlandse Top 40 - binnen: 19-12-2009 | "Broodje Bakpao" in de Nederlandse Top 40 - binnen: 19-12-2009 | "Broodje Bakpao" in de Nederlandse Top 40 - binnen: 19-12-2009 | "Broodje Bakpao" in de Nederlandse Top 40 - binnen: 19-12-2009 | "Broodje Bakpao" in de Nederlandse Top 40 - binnen: 19-12-2009 | "Broodje Bakpao" in de Nederlandse Top 40 - binnen: 19-12-2009 | "Broodje Bakpao" in de Nederlandse Top 40 - binnen: 19-12-2009 | "Broodje Bakpao" in de Nederlandse Top 40 - binnen: 19-12-2009 | "Broodje Bakpao" in de Nederlandse Top 40 - binnen: 19-12-2009 | "Broodje Bakpao" in de Nederlandse Top 40 - binnen: 19-12-2009 | "Broodje Bakpao" in de Nederlandse Top 40 - binnen: 19-12-2009 | "Broodje Bakpao" in de Nederlandse Top 40 - binnen: 19-12-2009 |
| Week                                                                 | 1                                                              | 2                                                              | 3                                                              | 4                                                              | 5                                                              | 6                                                              | 7                                                              | 8                                                              | 9                                                              | 10                                                             | 11                                                             |                                                                |                                                                |                                                                |
| -------------------------------------------------------------------- | -------------------------------------------------------------- | -------------------------------------------------------------- | -------------------------------------------------------------- | -------------------------------------------------------------- | -------------------------------------------------------------- | -------------------------------------------------------------- | -------------------------------------------------------------- | -------------------------------------------------------------- | -------------------------------------------------------------- | -------------------------------------------------------------- | -------------------------------------------------------------- | -------------------------------------------------------------- | -------------------------------------------------------------- | -------------------------------------------------------------- |
| Nummer                                                               | 26                                                             | 9                                                              | 7                                                              | 2                                                              | 2                                                              | 2                                                              | 3                                                              | 6                                                              | 13                                                             | 25                                                             | 33                                                             | uit                                                            | uit                                                            | uit                                                            |
|                                                                      |                                                                |                                                                |                                                                |                                                                |                                                                |                                                                |                                                                |                                                                |                                                                |                                                                |                                                                |                                                                |                                                                |                                                                |
| "Broodje Bakpao" in de Nederlandse Single Top 100 Binnen: 12-12-2009 |                                                                |                                                                |                                                                |                                                                |                                                                |                                                                |                                                                |                                                                |                                                                |                                                                |                                                                |                                                                |                                                                |                                                                |
| Week                                                                 | 1                                                              | 2                                                              | 3                                                              | 4                                                              | 5                                                              | 6                                                              | 7                                                              | 8                                                              | 9                                                              | 10                                                             | 11                                                             | 12                                                             | 13                                                             |                                                                |
| Nummer                                                               | 2                                                              | 4                                                              | 5                                                              | 1                                                              | 1                                                              | 2                                                              | 3                                                              | 5                                                              | 13                                                             | 17                                                             | 35                                                             | 41                                                             | 60                                                             | uit                                                            |
|                                                                      |                                                                |                                                                |                                                                |                                                                |                                                                |                                                                |                                                                |                                                                |                                                                |                                                                |                                                                |                                                                |                                                                |                                                                |
| "Broodje Bakpao" in de Vlaamse Ultratop 50 - binnen: 16-01-2010      |                                                                |                                                                |                                                                |                                                                |                                                                |                                                                |                                                                |                                                                |                                                                |                                                                |                                                                |                                                                |                                                                |                                                                |
| Week                                                                 | 1                                                              | 2                                                              | 3                                                              | 4                                                              | 5                                                              | 6                                                              | 7                                                              | 8                                                              | 9                                                              | 10                                                             | 11                                                             | 12                                                             | 13                                                             |                                                                |
| Nummer                                                               | 27                                                             | 11                                                             | 3                                                              | 4                                                              | 3                                                              | 5                                                              | 6                                                              | 10                                                             | 12                                                             | 17                                                             | 32                                                             | 45                                                             | 47                                                             | uit                                                            |

## Prijzen & Nominaties
| Jaar | Prijs               | Categorie            |             |
| ---- | ------------------- | -------------------- | ----------- |
| 2010 | TMF Awards 2010     | Beste Video          | Gewonnen    |
| 2010 | TMF Awards 2010     | TMF Superchart Award | Gewonnen    |
| 2010 | Edison Music Awards | Beste Single         | Genomineerd |
| 2010 | State Awards 2010   | Beste Single         | Genomineerd |

## Broodje Bakpao op Studio Brussel
In België is het broodje bapao niet bekend onder het grote publiek. Naar aanleiding van het nummer van The Opposites (dat ook in België populariteit kreeg) zijn enkele presentatoren van Studio Brussel onder leiding van Sam De Bruyn een zoektocht begonnen naar een "echt Vlaams broodje bakpao". Verscheidene recepten zijn op de radio geweest, met vullingen op basis van o.a. garnalen, bier of groenten. De uiteindelijke winnaar werd op 8 februari 2010 gekozen door Steffen Haars en Flip van der Kuil, de bedenkers van New Kids. De uiteindelijke winnaar werd een recept met witlof, hesp en kaas.